# Paradichelia
Paradichelia là một chi bướm đêm thuộc phân họ Tortricinae của họ Tortricidae.

## Các loài
- Paradichelia basipuncta (Diakonoff, 1941)
- Paradichelia brongersmai Diakonoff, 1952
- Paradichelia clarinota Diakonoff, 1953
- Paradichelia coenographa (Meyrick, 1938)
- Paradichelia euryptycha Diakonoff, 1952
- Paradichelia fulvitacta Diakonoff, 1953
- Paradichelia ocellata Diakonoff, 1953
- Paradichelia rostrata Diakonoff, 1952